# Elaphoglossum negrosensis
Elaphoglossum negrosensis är en träjonväxtart som beskrevs av Holtt. Elaphoglossum negrosensis ingår i släktet Elaphoglossum och familjen Dryopteridaceae. Inga underarter finns listade.